# Kałdunica rdestówka
Kałdunica rdestówka (Gastrophysa polygoni) – owad z rzędu chrząszczy.